# Lyse distrikt
Lyse distrikt är ett distrikt i Lysekils kommun och Västra Götalands län. 
Distriktet ligger norr och nordväst om Lysekil. 

## Tidigare administrativ tillhörighet
Distriktet inrättades 2016 och utgörs av en del av området som Lysekils stad omfattade fram till 1971, delen som före 1952 utgjorde Lyse socken.
Området motsvarar den omfattning Lyse församling hade vid årsskiftet 1999/2000.